# 金フラン
金フラン（きんフラン、通貨コード：XFO）は、1930年から2003年4月1日まで国際決済銀行の勘定単位として使用されていた通貨である。特別引出権に置き換えられて廃止された。フランス革命期に発行された金貨フラン・ジェルミナルを基準にしたもので、ラテン通貨同盟(LMU)が金本位制から脱却した後も、フラン・ジェルミナルと同じ9⁄31グラム（290.322ミリグラム）の純金に固定されていた。また、国際電気通信連合(ITU)や万国郵便連合(UPU)関連の条約で、国際通信や国際郵便の料金の単位に金フランが使用されている。

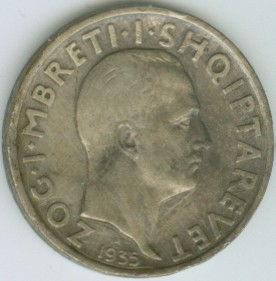
アルバニア王ゾグー1世の肖像が描かれた金フラン硬貨（ただし金貨ではない）

## ニューヘブリディーズでの使用
英仏の共同統治だったニューヘブリディーズ（現在のバヌアツ）では、郵便切手に記載される通貨単位に金フランが使用されていた。これは、万国郵便条約における国際郵便料金が金フランと金セントで表記されていたため、2か国の共同統治であるニューヘブリディーズでは、このようにする必要があった。これとは別に、通常の貿易ではオーストラリア・ドルとニューヘブリディーズ・フランが使用され、さらに、初期の現地政府の予算文書ではイギリス・ポンドが使用されており、ニューヘブリディーズでの通貨は混乱した状況にあった。

## スイスの金フラン法案
2011年3月9日、スイスの追加通貨として金フランを導入する法案がスイス国民議会（下院）に提出された。
（スイス）連邦は、公式の金フランを制定し、それぞれが一定の金含有量を持つ異なる額面の硬貨を発行する。連邦は、硬貨を鋳造することを許可されたライセンス供与者に与えられる利権を規制する。
この法案は経済財政委員会で検討され、6月の会合で否決された。
この金フランは、0.1グラムの純金と定義されていた。この法案は、既存のスイス・フランの廃止、置き換え、固定化をするものではなかったため、金フランとスイス・フランは共存していたことになる。金フランの金属含有量は固定されているため、スイス・フランとの交換レートは、他の自由変動通貨と同様に、市場の需要と供給に応じて上下していた（変動相場制）であろう。
金融危機などの際にスイス・フランが避難貨とされることが多いのを、金フランを導入することで国際資本の流れをそちらに迂回させ、ハードカレンシーとすることを目的としていた。
金フランは、スイス国立銀行が準備する金とは完全に独立していた。金フランは、スイス連邦政府の監督の下、スイス国内の商業銀行によってのみ鋳造されることになっていた。金フラン法案の支持者は、金フラン制度により、最低投資額と取引単位を引き下げられることで、小額貯蓄者が金に投資しやすくなることを期待していた。